# 最大尿流率
最大尿流率是尿流动力学检查中，非介入检查记录图——尿流率图，中的重要数据之一；是用尿流率计（尿流率图记录仪）描记下排尿过程连续的即刻尿流率数值曲线的峰值。最大尿流率计算单位毫升／秒。

最大尿流率提示受试对象解尿时膀胱及尿道功能的综合结果，最大尿流率与平均尿流率合参，综合分析。

最大尿流率、平均尿流率均下降提示其膀胱逼尿肌收缩功能减弱或膀胱颈、尿道出口狭窄或梗阻可能。

最大尿流率大体正常，平均尿流率明显减少，即：平均尿流率所在标准差（SD）范围低于最大尿流率所在标准差范围；尿流曲线呈齿型波，可能由间歇性阻力引起，提示前列腺尿道痉挛。